# Harrods (Buenos Aires)

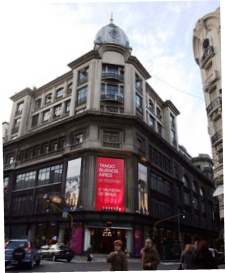
Durante el Festival de Tango de 2008.

Harrods fue una tienda departamental que existió en la ciudad argentina de Buenos Aires como sucursal de la casa matriz homónima ubicada en Londres. La tienda departamental abrió en Buenos Aires en 1914 y fue la primera y única sucursal de Harrods fuera de su país de origen. El centro comercial, ubicado en la calle peatonal Florida 877, cerró sus puertas en 1998, aunque el edificio ha sido reabierto esporádicamente para algunas exposiciones. Tras estar varios año bajo un estado de deterioro, actualmente se encuentra en restauración.

## Historia
En 1849 Charles Henry Harrod se instaló en Knightsbridge, Londres, con un pequeño almacén, contemplando que la realización de la Gran Exposición de 1851 podría ayudar a que su local se popularizara. La firma fue creciendo con el paso de las décadas, llegando a contratar a mil personas para los años 1880.
A comienzos de la década de 1910, luego del Centenario de la Revolución de Mayo, la tienda inglesa decidió instalar en Buenos Aires su primera y única sucursal en el extranjero. El primer edificio fue inaugurado el 31 de marzo de 1914, con un gran festejo. 
A pesar de su estirpe anglosajona, fue un símbolo de Buenos Aires. De una Buenos Aires que miraba a Europa y que se ufanaba de poseer algo de Londres, y mucho de Madrid y París. Mixtura elegante, sofisticada. Verde inglés en sus persianas, bronces en sus apliques exteriores y vidrieras imponentes para lucir distinguidamente y generar ese deseo aspiracional de pertenecer a una elite posible. Tiempos de costumbres exquisitas donde llegar al Centro era un acontecimiento social y cultural que implicaba una vestimenta acorde.
Ante el éxito del emprendimiento, se siguió expandiendo el local, inaugurándose en 1915 la extensión sobre la calle Paraguay. En 1920 se terminó la construcción de la tienda con sus dimensiones actuales, alcanzando 47.000 m² de superficie cubierta. 
Ese año, murió el presidente Roque Sáenz Peña, a causa de una enfermedad que, incluso, lo llevó a hospedarse en la mismísima Casa de Gobierno para evitar el desgaste de los traslados. En 1914, tiempos bélicos en el mundo y de neutralidades argentinas, se extendió la Línea A del subterráneo desde Plaza Miserere hasta Caballito; el censo confirmó que la población era de ocho millones de habitantes; abrió el lujoso edificio del Club Naval (pegado a Harrods); se creó la Academia de Ciencias Económicas; y el Dr. Luis Agote logró un notable avance científico al posibilitar que se puedan hacer transfusiones de sangre sin que ésta se coagulase. Además, murieron el cura Gabriel Brochero y Jorge Newbery; Manuel Gálvez publicó La maestra normal, y visitó el país el expresidente norteamericano Theodore Roosevelt. Ajetreado 1914. Mientras todo eso acontecía, en Florida 877 se inauguraba la única sucursal fuera de Inglaterra de los almacenes creados por Charles Henry Harrod en el barrio londinense de Knightsbridge.

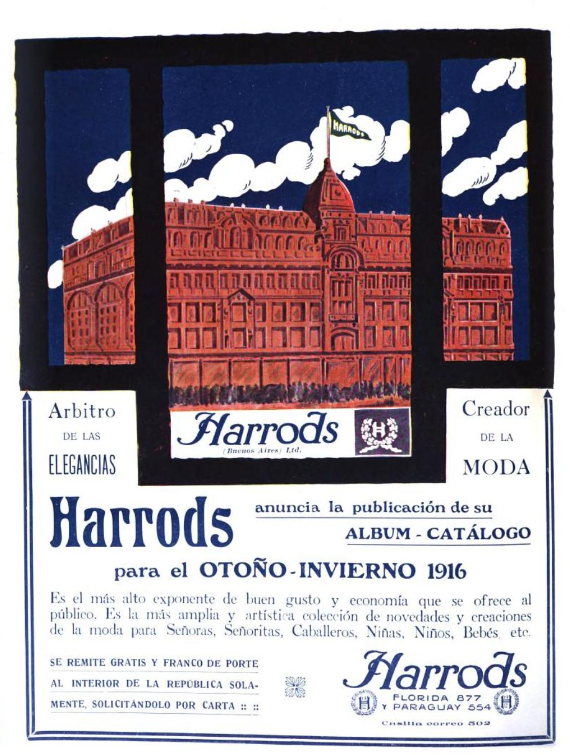
Publicidad de la tienda departamental Harrods de Buenos Aires en la revista El Hogar, 1916.

En 1922 la sucursal argentina de Harrods se fusionó con la local Gath & Chaves (perteneciente al grupo inglés The South American Stores). En 1937 la tienda fue modernizada y sus locales se redistribuyeron, sus prendas de alta moda recién llegada de Europa estaban a cargo de su representante de relaciones públicas, la exitosa mannequin "Péle" Pelegrina Pastorino.
En 1970 la sociedad argentina Almacenes Argentinos adquirió ambas tiendas, cuyo apogeo ya había pasado hacía años. Gath y Chaves cerró en 1974, y en 1977 Harrods fue adquirida por un conglomerado encabezado por las firmas Pérez Companc y Tornquist.
En 1985, la tienda londinense fue comprada por el egipcio Mohamed Al-Fayed, quien intentó tener el control de la sucursal argentina, en ese momento en manos de CBC Interconfianz y Atilio Gilbertoni. La insistencia del propietario local con respecto a la independencia de la tienda argentina llevó a un extenso juicio que se resolvió en 1998 a favor de la autonomía de Harrods Buenos Aires.
Sin embargo, esto no significó un resurgir del centro comercial. Por el contrario, Harrods Buenos Aires cerró ese mismo año, saliendo a remate y sin un comprador efectivo (Falabella, El Corte Inglés y Printemps se mostraron interesadas).

### Reforma en 1936

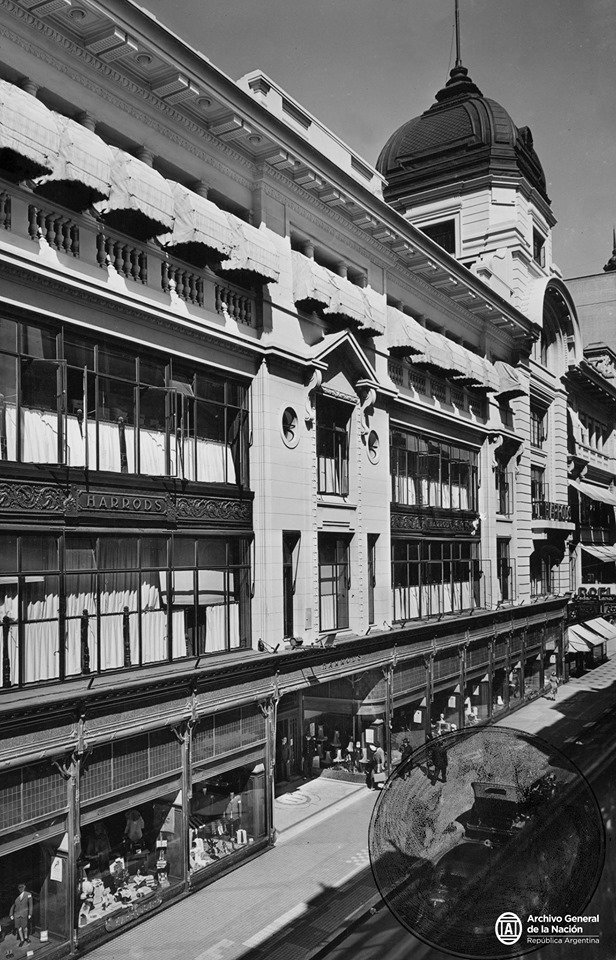
Tienda Harrod's en 1939

En febrero de 1936 la Tienda Harrods realizó una modificación y redistribución. Se necesitaba atraer la atención de los posibles compradores y transmitirles impresiones favorables. Leyendas legibles, buena selección de colores, una inteligente exhibición de vidrieras y buena iluminación, son todos motivos de atracción para el exterior. En cuanto al interior, el confort basado en la facilidad de circulación, la claridad del plan; la accesibilidad a la mercadería; el pronto servicio de la adecuada distribución del stock, son factores que determinan al cliente volver una y otra vez.
La casa Harrods resolvió introducir modificaciones en algunos de sus departamentos de venta, encomendando la misión a Frederick Sage y Cia. Ltda., conocidos especialistas que también habían hecho las instalaciones primitivas.
La modernización abarcó parte de los departamentos del 1° y 2° piso: en planta baja, se construyó un camino principal, lo más ancho posible; se aprovecharon las columnas para formar plataformas iluminadas para exposición, que llamaean la atención de las personas que ingresaban en el salón. Esto permitió mayor comodidad para el público y mejor desempeño para las funciones del empleado. En el primer piso, se replanteó la distribución de los departamentos; a la salida de los ascensores, se formaron plataformas con un gran vestíbulo de exposición, de donde salen amplios caminos a cada departamento. Se destacaba el nuevo salón de modelos, totalmente reconstruido.

### Actualidad
Desde 1998, el edificio solo fue parcialmente reabierto para alojar diversos eventos culturales organizados por el Gobierno de la Ciudad de Buenos Aires. En 2003 se realizó el ciclo Gallery Nights, y en 2008 y 2009 fue sede del Festival de Tango de Buenos Aires en sus 10.ª y 11.ª ediciones.

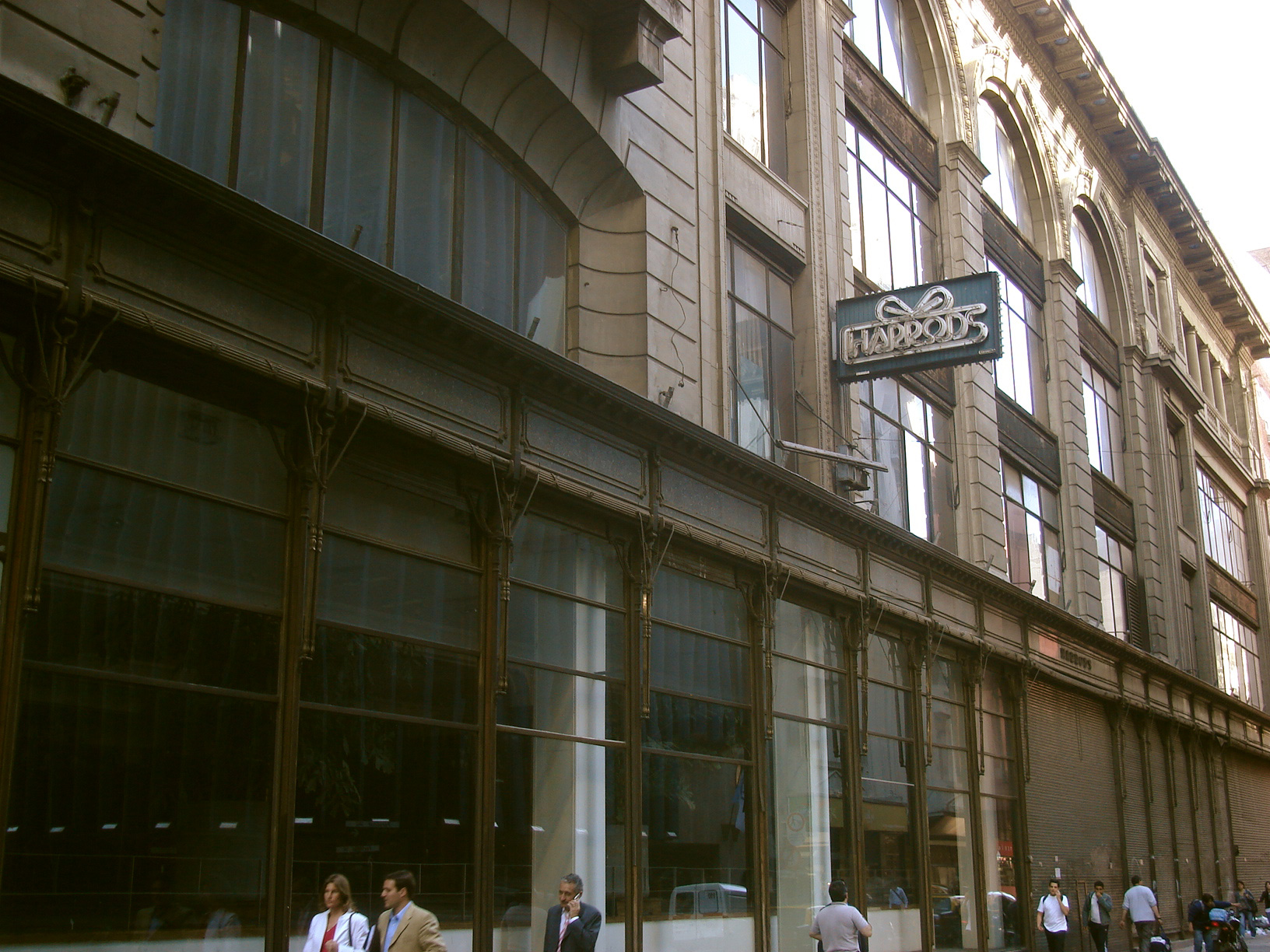
Fachada a la calle San Martín.

En 2009, la firma CBC Interconfianz declaró a la prensa que estaban trabajando en un proyecto de reapertura de la clásica tienda. En abril de 2010 se anunció que tras una inversión de 40 millones de dólares estadounidenses, abriría nuevamente sus puertas en 2013. Conservaría la tradicional casa de té, y los 5 ascensores de hierro y bronce las escaleras de mármol, los pisos de roble de Eslavonia, entre otras cosas.
En mayo de 2012 los propietarios de Harrods analizaron una propuesta de un grupo de empresarios para transformar la ex tienda en un centro comercial con locales de indumentaria, venta de antigüedades, espacios para la gastronomía y el arte, y posiblemente un hotel. En la última década hubo al menos una docena de empresas interesadas en reabrir Harrods, y a pesar de las ofertas millonarias que les acercaron a sus actuales dueños nunca lograron cerrar la operación.
En 2013 voceros de las dos empresas suizas propietarias de la tienda confirmaron que trabajaban en el proyecto de reapertura de la tienda, instalando allí una sucursal de la cadena chilena Falabella.
Luego de más de dos décadas desde su cierre, comenzaron a vislumbrarse signos de cambio, aunque muchas veces se intentó y no se pudo, con viento a favor, en 2020 la ciudad podría volver a contar con esta emblemática casa que vio desfilar a generaciones enteras de argentinos y turistas.
Cuesta entender cómo esos 55.000 metros cuadrados llevan tanto tiempo desamparados, exhibiendo la decadencia de algo que fue y ya no es. Ángel Amado Píccolo, uno de los más importantes restauradores del mundo, dice: “Lo primero es saber cómo fue. Sacar la foto del pasado. Mi tarea es dejar el edificio igual a como estaba. La planta baja va a quedar idéntica a su estado original y se colocará una fuente que conectará los pisos".
Los coquetos ascensores, de definido estilo inglés, ya no funcionan. Anclaron con sus puertas abiertas en la planta baja. Para acceder al primer subsuelo, es necesario encender las linternas de los teléfonos celulares, que no existían en tiempos de gloria de Harrods.

## Arquitectura
El edificio fue proyectado por los arquitectos Paul Bell Chambers y Louis Newbery Thomas, y las ampliaciones fueron realizadas por Frederick Sage. Con su cambio de dueños en 1985, tuvo una última remodelación que fue diseñada por el estudio de Juan Carlos López y Asociados.
Tiene siete pisos de altura y ocupa gran parte de la manzana delimitada por las calles Florida, San Martín y Paraguay, y la Avenida Córdoba, aunque no tiene frente, pero sí una porción de terreno, sobre esta última. Tiene una entrada de cierta importancia en la ochava de la esquina que hacen la calle San Martín y la Avenida Córdoba, y en el subsuelo poseía un estacionamiento. El estacionamiento, que estuvo funcionando como negocio concesionado abierto al público, con entrada para los vehículos por una rampa que da a la avenida Córdoba, cerró sus puertas recientemente.
En la definición del paisaje urbano del centro de la ciudad hacia 1900, la arquitectura comercial y la decoración de los negocios se inclinó hacia una característica ecuación británica. Este edificio adquirió prestancia monumental y fue recinto privilegiado de la vida ciudadana. La sucursal porteña de la famosa tienda londinense se apartó del exotismo Tardovictoriano de la sede central y fue diseñada de manera sobria y elegante.
Con su rol preponderante dentro de las obras de ingeniería civil la presencia británica también fue de gran importancia en el ámbito de la edilicia comercial y administrativa, doméstica, educacional y recreativa o social. Casi siempre ligada al desempeño de profesionales de ascendencia inglesa, esta producción arquitectónica fue siguiendo los alineamientos de la regulación técnica y formal de la disciplina del país de origen. El reflejo inicial, en tercer cuarto de siglo, hizo uso extensivo del Neorrenacimiento, expresado en diversas formas y tipos edilicios residenciales y comerciales, siendo las sedes bancarias de las obras de máximo despliegue espacial y decorativo.
En el primer cuarto del siglo XX, el aporte británico estuvo en sintonía con el desarrollo de la arquitectura eduardiana, que descubría “el gran juego del clasicismo” y que contraponía claridad de austeridad a las oscuridades y complejidades decimonónicas. Además proveyó de prestigio y sofisticación a las construcciones comerciales y administrativas.

## Aparición en películas
Las instalaciones de Harrods (Buenos Aires) fueron utilizadas para filmar algunas escenas de las películas La vendedora de fantasías, dirigida por Daniel Tinayre en 1950 y Su seguro servidor dirigida en 1954 por Edgardo Togni. También aparece en El tío Disparate, película argentina de 1978, dirigida por Palito Ortega y protagonizada por Carlitos Balá y las Trillizas de Oro. Se puede ver la tienda en varias ocasiones a lo largo de este film ya que las Trillizas trabajan en la tienda. Varias escenas de la película Un toque diferente (de 1977, de Hugo Sofovich) fueron rodadas en Harrods.
En el año 1997 se filmó la película "The tango Lesson" dirigida por Sally Potter, cineasta de origen británico. El film cuenta con una escena en dónde los bailarines de Tango Pablo Verón, Gustavo Naveira y Fabián Salas comparten una escena con la misma Sally Potter en donde interpretan "Libertango" por Astor Piazzolla.